# São Veríssimo de Tamel
São Veríssimo de Tamel ist eine Gemeinde (Freguesia) im nordportugiesischen Kreis Barcelos. In ihr leben 2915 Einwohner (Stand 19. April 2021).